# TransCultural Exchange
TransCultural Exchange (TCE) è un'organizzazione senza scopo di lucro la cui missione è, secondo statuto, quella di promuovere una maggiore comprensione delle culture del mondo attraverso progetti su larga scala, scambi artistici e, in particolare, una conferenza internazionale biennale sulle opportunità nelle arti. TransCultural Exchange è stata fondata da Mary Sherman nel 1989.

## Attività
TransCultural Exchange ha lavorato in più di sessanta paesi per produrre scambi culturali, mostre e opere d'arte pubbliche. Ciascuna attività ha coinvolto artisti provenienti da culture e discipline diverse. Nel 2002, l'UNESCO ha concesso il patrocinio del TCE ed è diventato il primo progetto statunitense a riceverlo da quando gli Stati Uniti sono rientrati nell'UNESCO. L'organizzazione sponsorizza inoltre artisti per programmi di residenza o scambi interculturali.
Nel 2013, la Boston University ha annunciato che collaborerà con TransCultural Exchange su più progetti fino al 2016.

## La Conferenza Internazionale sulle opportunità artistiche
L'organizzazione vede il suo momento chiave nel corso della Conferenza sulle opportunità internazionali nelle arti, a cadenza biennale. Il primo convegno si è tenuto nel 2007, allo scopo di far conoscere agli artisti le opportunità per loro di partecipare, interagire e lavorare con colleghi internazionali. La conferenza dura tre giorni e prevede numerosi seminari, workshop e mostre. La conferenza è nota per numerosi relatori rinomati. Tra i relatori del passato figurano Sarat Maharaj, Mattia Mura, David Medalla e John Tirman.